# Harvey Horn
Harvey Horn (Londres, 5 de octubre de 1995) es un deportista británico que compite en boxeo. Ganó una medalla de plata en el Campeonato Europeo de Boxeo Aficionado de 2015, en el peso minimosca.
En febrero de 2008 disputó su primera pelea como profesional. En su carrera profesional tuvo en total 10 combates, con un registro de 9 victorias y una derrota.

## Palmarés internacional
| Campeonato Europeo | Campeonato Europeo | Campeonato Europeo | Campeonato Europeo |
| Año                | Lugar              | Medalla            | Categoría          |
| ------------------ | ------------------ | ------------------ | ------------------ |
| 2015               | Samokov (Bulgaria) | Medalla de plata   | kg                 |